# Папуа — Новая Гвинея на летних Олимпийских играх 1996
Папуа — Новая Гвинея принимала участие в Летних Олимпийских играх 1996 года в Атланте (США) в пятый раз за свою историю, но не завоевала ни одной медали. Сборную страны представляли 11 спортсменов, принимавших участие в соревнованиях по боксу, лёгкой и тяжёлой атлетике.

## Бокс
Спортсменов — 4
| Соревнование | Спортсмены                     | 1-й раунд                   | 2-й раунд            | Четвертьфинал        | Полуфинал            | Финал                | Место |
| Соревнование | Спортсмены                     | Соперник Результат          | Соперник Результат   | Соперник Результат   | Соперник Результат   | Соперник Результат   | Место |
| ------------ | ------------------------------ | --------------------------- | -------------------- | -------------------- | -------------------- | -------------------- | ----- |
| до 51 кг     | Говард Герео                   | Мехди Ассус (ALG) пор. 4-11 | Завершил выступление | Завершил выступление | Завершил выступление | Завершил выступление |       |
| до 57 кг     |                                |                             |                      |                      |                      |                      |       |
| Линч Ипера   | Дэниел Аттах (NGR) пор. 2-11   | Завершил выступление        | Завершил выступление | Завершил выступление | Завершил выступление |                      |       |
| до 60 кг     |                                |                             |                      |                      |                      |                      |       |
| Генри Кунгси | Агналду Нунис (BRA) пор. 11-11 | Завершил выступление        | Завершил выступление | Завершил выступление | Завершил выступление |                      |       |
| до 63,5 кг   |                                |                             |                      |                      |                      |                      |       |
| Стивен Кеви  | Дэвис Мвале (ZAM) пор. 3-16    | Завершил выступление        | Завершил выступление | Завершил выступление | Завершил выступление |                      |       |

## Лёгкая атлетика
Спортсменов — 6
Мужчины
| Спортсмен                                   | Вид              | Забег           | Забег | Четвертьфинал | Четвертьфинал | Полуфинал | Полуфинал | Финал     | Финал     |
| Спортсмен                                   | Вид              | Результат       | Место | Результат     | Место         | Результат | Место     | Результат | Место     |
| ------------------------------------------- | ---------------- | --------------- | ----- | ------------- | ------------- | --------- | --------- | --------- | --------- |
| Петер Пулу                                  | 100м             | 10,76           | 9     | Не прошёл     | Не прошёл     | Не прошёл | Не прошёл | Не прошёл | Не прошёл |
| Амос Али                                    | 200м             | 21,37           | 6     | Не прошёл     | Не прошёл     | Не прошёл | Не прошёл | Не прошёл | Не прошёл |
| Субул Бабо                                  | 400м             | 48,15           | 7     | Не прошёл     | Не прошёл     | Не прошёл | Не прошёл | Не прошёл | Не прошёл |
| Аллан Акиа Петер Пулу Амос Али Субул Бабо   | Эстафета 4х100 м | Не финишировали | -     | Не прошли     | Не прошли     | Не прошли | Не прошли | Не прошли | Не прошли |
| Самуэль Баи Айван Уокит Амос Али Субул Бабо | Эстафета 4х400 м | 3.19,92         | 7     | Не прошли     | Не прошли     | Не прошли | Не прошли | Не прошли | Не прошли |
| Айван Уокит                                 | 400м с барьерами | 53,42           | 8     | Не прошёл     | Не прошёл     | Не прошёл | Не прошёл | Не прошёл | Не прошёл |

## Тяжёлая атлетика
Спортсменов — 1
| Спортсмен    | Категория | Масса | Рывок | Рывок | Рывок | Толчок | Толчок | Толчок | Всего | Место |
| Спортсмен    | Категория | Масса | 1     | 2     | 3     | 1      | 2      | 3      | Всего | Место |
| ------------ | --------- | ----- | ----- | ----- | ----- | ------ | ------ | ------ | ----- | ----- |
| Питер Килапа | 70 кг     | 69,22 | 115   | 115   | 120   | 150    | 155    | 155    | 0     | -     |